# Blumea saxatilis
Blumea saxatilis là một loài thực vật có hoa trong họ Cúc. Loài này được Zoll. ex Zoll. & Moritzi mô tả khoa học đầu tiên năm 1845.